# Formula Renault 3.5 Series 2012
Navigation
2011 2013
Le championnat de Formula Renault 3.5 Series 2012 se déroule au sein des World Series by Renault du 5 mai au 21 octobre 2012.

## Pilotes et écuries
| Equipe                     | No. | Pilote                 | Statut | Manches |
| -------------------------- | --- | ---------------------- | ------ | ------- |
| Carlin                     | 1   | Kevin Magnussen        | R      | Toutes  |
| Carlin                     | 2   | Will Stevens           | R      | Toutes  |
| Fortec Motorsports         | 3   | Carlos Huertas         | R      | Toutes  |
| Fortec Motorsports         | 4   | Robin Frijns           | R      | Toutes  |
| ISR                        | 5   | Sam Bird               |        | Toutes  |
| ISR                        | 6   | Jake Rosenzweig        |        | Toutes  |
| Tech 1 Racing              | 7   | Kevin Korjus           |        | 1–6     |
| Tech 1 Racing              | 7   | Daniel Abt             | R      | 7–9     |
| Tech 1 Racing              | 8   | Jules Bianchi          |        | Toutes  |
| P1 Motorsport              | 9   | Walter Grubmüller      |        | Toutes  |
| P1 Motorsport              | 10  | Daniil Move            |        | Toutes  |
| Lotus                      | 11  | Richie Stanaway        | R      | 1–3     |
| Lotus                      | 11  | César Ramos            |        | 4–5     |
| Lotus                      | 11  | Nigel Melker           |        | 6       |
| Lotus                      | 11  | Kevin Korjus           |        | 7-9     |
| Lotus                      | 12  | Marco Sørensen         | R      | Toutes  |
| BVM Target                 | 15  | Giovanni Venturini     | R      | 1–4     |
| BVM Target                 | 15  | Sergey Sirotkin        | R      | 5       |
| BVM Target                 | 15  | Daniel Zampieri        |        | 6       |
| BVM Target                 | 15  | Tamás Pal Kiss         | R      | 7,9     |
| BVM Target                 | 15  | Davide Rigon           | R      | 8       |
| BVM Target                 | 16  | Nikolay Martsenko      | R      | Toutes  |
| Team RFR                   | 17  | Mikhail Aleshin        |        | Toutes  |
| Team RFR                   | 18  | Anton Nebylitskiy      |        | 1–6     |
| Team RFR                   | 18  | Aaro Vainio            | R      | 7–9     |
| Pons Racing                | 19  | Yann Cunha             | R      | Toutes  |
| Pons Racing                | 20  | Zoël Amberg (en)       | R      | Toutes  |
| International Draco Racing | 21  | Nico Müller            | R      | Toutes  |
| International Draco Racing | 22  | André Negrão           |        | Toutes  |
| Comtec Racing              | 23  | Vittorio Ghirelli      | R      | Toutes  |
| Comtec Racing              | 24  | Nick Yelloly           |        | Toutes  |
| Arden Caterham             | 25  | Alexander Rossi        |        | Toutes  |
| Arden Caterham             | 26  | Lewis Williamson (en)  |        | 1–3     |
| Arden Caterham             | 26  | António Félix da Costa | R      | 4–9     |
| DAMS                       | 27  | Lucas Foresti          | R      | Toutes  |
| DAMS                       | 28  | Arthur Pic             |        | Toutes  |

## Règlement sportif
- Chaque week-end de compétition comporte deux courses (sauf celui de Monaco).
- L'attribution des points s'effectue selon le barème 25, 18, 15, 12, 10, 8, 6, 4, 2, 1 dans les deux courses du week-end.

## Calendrier
| Manche | Manche | Date         | Meeting                 | Circuit                      | Lieu          | Pays/Région             |
| ------ | ------ | ------------ | ----------------------- | ---------------------------- | ------------- | ----------------------- |
| 1      | C1     | 5 mai        | WSR Motorland           | Circuit Motorland Aragon     | Alcañiz       | Aragon, Espagne         |
| 1      | C2     | 6 mai        | WSR Motorland           | Circuit Motorland Aragon     | Alcañiz       | Aragon, Espagne         |
| 2      | C      | 27 mai       | Grand Prix de Monaco    | Circuit de Monaco            | Monte-Carlo   | Monaco                  |
| 3      | C1     | 2 juin       | WSR Spa-Francorchamps   | Circuit de Spa-Francorchamps | Francorchamps | Belgique                |
| 3      | C2     | 3 juin       | WSR Spa-Francorchamps   | Circuit de Spa-Francorchamps | Francorchamps | Belgique                |
| 4      | C1     | 30 juin      | WSR Nurburgring         | Nürburgring                  | Nürburg       | Allemagne               |
| 4      | C2     | 1 juillet    | WSR Nurburgring         | Nürburgring                  | Nürburg       | Allemagne               |
| 5      | C1     | 14 juillet   | WSR Moscow              | Moscow Raceway               | Volokolamsk   | Russie                  |
| 5      | C2     | 15 juillet   | WSR Moscow              | Moscow Raceway               | Volokolamsk   | Russie                  |
| 6      | C1     | 25 août      | 6 Heures de Silverstone | Circuit de Silverstone       | Silverstone   | Angleterre, Royaume-Uni |
| 6      | C2     | 26 août      | 6 Heures de Silverstone | Circuit de Silverstone       | Silverstone   | Angleterre, Royaume-Uni |
| 7      | C1     | 15 septembre | WSR Hungaroring         | Hungaroring                  | Mogyoród      | Hongrie                 |
| 7      | C2     | 16 septembre | WSR Hungaroring         | Hungaroring                  | Mogyoród      | Hongrie                 |
| 8      | C1     | 29 septembre | WSR Paul-Ricard         | Circuit Paul-Ricard          | Le Castellet  | France                  |
| 8      | C2     | 30 septembre | WSR Paul-Ricard         | Circuit Paul-Ricard          | Le Castellet  | France                  |
| 9      | C1     | 20 octobre   | WSR Catalunya           | Circuit de Catalogne         | Montmeló      | Catalogne, Espagne      |
| 9      | C2     | 21 octobre   | WSR Catalunya           | Circuit de Catalogne         | Montmeló      | Catalogne, Espagne      |

## Résultats[25]
| Manche | Manche | Meeting                 | Pole Position   | Meilleur Tour          | Pilote Vainqueur       | Equipe Gagnante    |
| ------ | ------ | ----------------------- | --------------- | ---------------------- | ---------------------- | ------------------ |
| 1      | C1     | WSR Motorland           | Arthur Pic      | Robin Frijns           | Nick Yelloly           | Comtec Racing      |
| 1      | C2     | WSR Motorland           | Arthur Pic      | Arthur Pic             | Robin Frijns           | Fortec Motorsports |
| 2      | C      | Grand Prix de Monaco    | Sam Bird        | Jules Bianchi          | Sam Bird               | ISR                |
| 3      | C1     | WSR Spa-Francorchamps   | Kevin Magnussen | Jules Bianchi          | Marco Sørensen         | Lotus              |
| 3      | C2     | WSR Spa-Francorchamps   | Kevin Magnussen | Jules Bianchi          | Kevin Magnussen        | Carlin             |
| 4      | C1     | WSR Nurburgring         | Jules Bianchi   | Jules Bianchi          | Jules Bianchi          | Tech 1 Racing      |
| 4      | C2     | WSR Nurburgring         | Robin Frijns    | Mikhail Aleshin        | Nick Yelloly           | Comtec Racing      |
| 5      | C1     | WSR Moscow              | Robin Frijns    | Jules Bianchi          | Robin Frijns           | Fortec Motorsports |
| 5      | C2     | WSR Moscow              | Jules Bianchi   | Arthur Pic             | Arthur Pic             | DAMS               |
| 6      | C1     | 6 Heures de Silverstone | Kevin Magnussen | António Félix da Costa | Jules Bianchi          | Tech 1 Racing      |
| 6      | C2     | 6 Heures de Silverstone | Jules Bianchi   | Jules Bianchi          | Sam Bird               | ISR                |
| 7      | C1     | WSR Hungaroring         | Robin Frijns    | Jules Bianchi          | Robin Frijns           | Fortec Motorsports |
| 7      | C2     | WSR Hungaroring         | Robin Frijns    | Alexander Rossi        | António Félix da Costa | Arden Caterham     |
| 8      | C1     | WSR Paul-Ricard         | Nick Yelloly    | Alexander Rossi        | António Félix da Costa | Arden Caterham     |
| 8      | C2     | WSR Paul-Ricard         | Jules Bianchi   | António Félix da Costa | Jules Bianchi          | Tech 1 Racing      |
| 9      | C1     | WSR Catalunya           | Jules Bianchi   | Alexander Rossi        | António Félix da Costa | Arden Caterham     |
| 9      | C2     | WSR Catalunya           | Mikhail Aleshin | Alexander Rossi        | António Félix da Costa | Arden Caterham     |

## Classement des pilotes
| Classement | Pilote                 | Pays             | Équipe                     | Nombre de points |
| ---------- | ---------------------- | ---------------- | -------------------------- | ---------------- |
| 1          | Robin Frijns           | Pays-Bas         | Fortec Motorsport          | 189              |
| 2          | Jules Bianchi          | France           | Tech 1 Racing              | 185              |
| 3          | Sam Bird               | Royaume-Uni      | ISR                        | 179              |
| 4          | António Félix da Costa | Portugal         | Arden Caterham             | 166              |
| 5          | Nick Yelloly           | Royaume-Uni      | Comtec Racing              | 122              |
| 6          | Marco Sørensen         | Danemark         | Lotus                      | 122              |
| 7          | Kevin Magnussen        | Danemark         | Carlin                     | 106              |
| 8          | Arthur Pic             | France           | DAMS                       | 102              |
| 9          | Nico Müller            | Suisse           | International Draco Racing | 78               |
| 10         | Kevin Korjus           | Estonie          | Tech 1 Racing              | 69               |
| 11         | Alexander Rossi        | États-Unis       | Arden Caterham             | 63               |
| 12         | Will Stevens           | Royaume-Uni      | Carlin                     | 59               |
| 13         | Mikhaïl Alechine       | Russie           | Team RFR                   | 46               |
| 14         | Walter Grubmüller      | Autriche         | P1 Motorsport              | 42               |
| 15         | André Negrão           | Brésil           | International Draco Racing | 36               |
| 16         | Carlos Huertas         | Colombie         | Fortec Motorsport          | 35               |
| 17         | Daniil Move            | Russie           | P1 Motorsport              | 29               |
| 20         | Nikolaï Martsenko      | Russie           | BVM Target                 | 13               |
| 21         | Jake Rosenzweig        | États-Unis       | ISR                        | 8                |
| 22         | Richie Stanaway        | Nouvelle-Zélande | Lotus                      | 8                |
| 23         | Lucas Foresti          | Brésil           | DAMS                       | 8                |
| 25         | Giovanni Venturini     | Italie           | BVM Target                 | 3                |
| 26         | Zoël Amberg (en)       | Suisse           | Pons Racing                | 1                |

## Classement des équipes
| Classement | Équipe                     | Pays               | Nombre de points |
| ---------- | -------------------------- | ------------------ | ---------------- |
| 1          | Tech 1 Racing              | France             | 234              |
| 2          | Arden Caterham             | Royaume-Uni        | 229              |
| 3          | Fortec Motorsports         | Royaume-Uni        | 224              |
| 4          | ISR                        | République tchèque | 187              |
| 5          | Lotus                      | République tchèque | 165              |
| 6          | Carlin                     | Royaume-Uni        | 165              |
| 7          | Comtec Racing              | Royaume-Uni        | 127              |
| 8          | International Draco Racing | Italie             | 114              |
| 9          | DAMS                       | France             | 110              |
| 10         | Team RFR                   | Russie             | 73               |
| 11         | P1 Motorsport              | Pays-Bas           | 71               |
| 12         | BVM Target                 | Italie             | 17               |
| 13         | Pons Racing                | Espagne            | 1                |